# 저장 이텅
저장 이텅(중국어: 浙江毅腾)은 중국 저장성 사오싱 시를 연고로 했던 과거 축구단으로 2022 시즌을 앞두고 해체를 선언했다.

## 역사
- 1988년: 다롄 톄루(大连铁路)가 창단됨.
- 1989년: 을급리그에 참가함.
- 1994년: 다롄 톄루가 다롄 철도국으로부터 경기장을 제공받았으며 이텅(毅騰) 그룹이 훈련 경비를 제공함. 을급리그에서 3위를 차지하여 갑급 B리그(현재의 갑급리그)로 승격됨.
- 1995년: 다롄 톄루가 을급 리그로 강등됨. 이텅 그룹의 출자에 따라 클럽 명칭이 다롄 톄루 이텅(连铁路毅腾足球队)으로 변경됨.
- 1996년: 이텅 그룹이 정식으로 메인 스폰서가 되면서 클럽 명칭이 다롄 이텅 롄톄(大连毅腾连铁足球俱乐部队)로 변경됨.
- 1997년: 을급리그로 강등당한 다롄 순파(大连顺发足球俱乐部)와 합병함. 연고지를 안산 시로 이전하면서 안산 이텅 롄톄(鞍山毅腾连铁队)가 됨.
- 1999년: 갑급 B리그 승격을 열망하던 도중에 이른바 "6, 9 사건"이 일어남. 소속 선수를 다롄 스더에 800만 런민비로 임대하는 형태로 잠깐 동안 한 차례 해체됨.
- 2005년 12월 20일: 하얼빈을 연고지로 하는 새 축구 클럽인 하얼빈 이텅(大连毅腾足球俱乐部哈尔滨毅腾队)이 설립됨. 중국 축구 협회의 승인을 받음.
- 2006년: 을급리그에서 북구 리그 우승을 차지함. 승격 플레이오프에서 준우승을 차지하여 갑급리그로 승격됨.
- 2007년: 16경기 연속 무승이라는 불명예스러운 기록을 수립했지만 후허하오터 FC가 해체되면서 강등을 면함.
- 2008년: 연고지를 옌타이 시로 이전함. 클럽 명칭 또한 옌타이 이텅(烟台毅腾)으로 변경됨. 을급리그로 다시 강등됨.
- 2009년: 연고지를 다시 다롄시로 이전함. 클럽 명칭 또한 다롄 이텅(大连毅腾)으로 변경됨.
- 2010년: 을급리그에서 북구 리그 2위를 차지했지만 승격 플레이오프 3위 결정전에서 패하여 승격이 좌절됨.
- 2011년: 다롄 시에서 클럽의 발전을 도모하기 어렵다고 판단한 구단이 연고지를 하얼빈 시로 이전함. 구단 명칭 또한 하얼빈 이텅(哈尔滨毅腾)으로 변경됨. 을급리그에서 북구 리그 2위를 차지하여 승격 플레이오프에 진출함. 플레이오프에서 충칭 FC를 누르고 우승을 차지하여 갑급리그로 다시 승격됨.
- 2016년: 연고지를 저장성 사오싱 시로 이전함. 클럽 명칭을 저장 이텅(浙江毅腾)으로 변경함.

## 성적
- 중국 을급리그 우승 1회 (2011)

## 역대 감독
| 감독   | 임기 |
| ------ | ---- |
| 조윤환 | 2007 |